# Amphidium
Amphidium (deutsch Bandmoos) ist eine Gattung von Laubmoosen und die einzige in der Familie Amphidiaceae.

## Merkmale
Die Pflanzen sind klein bis mittelgroß und bilden dichten Rasen oder Polster. Der Stämmchenquerschnitt weist einen Zentralstrang auf. Die lanzettlichen bis linearen oder zungenförmigen Blätter mit einfacher Blattrippe sind feucht aufrecht abstehend, trocken gekräuselt. Die Blattränder sind unten oft zurückgebogen, oben gesägt oder gezähnt. Die rechteckigen bis rundlich-quadratischen Laminazellen sind papillös. Blattflügelzellen sind nicht differenziert. 
Die Arten sind diözisch oder autözisch. Die kurze Seta trägt eine birnförmige Kapsel; ein Peristom fehlt. Der Deckel ist stachelspitzig oder geschnäbelt, die Kalyptra ist kappenförmig. Sporen sind (fast) glatt.

## Systematik und Arten
Die systematische Stellung der Gattung Amphidium wurde in der Vergangenheit unterschiedlich gehandhabt, teils wurde sie der Familie Dicranaceae zugeordnet, teils in die Familie Orthotrichaceae gestellt. Neuerdings wird sie aufgrund von Molekulardaten und Merkmalen des Zellnetzes und der Blattrippe als einzige Gattung in der neu geschaffenen Familie Amphidiaceae Stech innerhalb der Ordnung Dicranales geführt.
Die kosmopolitisch und auf der Nord- und Südhalbkugel verbreitete Gattung zählt 12 Arten. Im Gebiet von Deutschland, Österreich und der Schweiz sind die folgenden zwei Arten vertreten:
- Amphidium lapponicum
- Amphidium mougeotii